# Еркі Ноол
Еркі Ноол  (ест. Erki Nool, 25 червня 1970) — естонський легкоатлет, олімпійський чемпіон.

## Виступи на Олімпіадах
| Олімпіада      | Дисципліна    | Місце  |
| -------------- | ------------- | ------ |
| Барселона 1992 | десятиборство | участь |
| Атланта 1996   | десятиборство | 6      |
| Сідней 2000    | десятиборство | 1      |
| Афіни 2004     | десятиборство | 8      |